# Pomnik pracownikom zakładów "Arsenał"
Pomnik pracownikom zakładów „Arsenał” – pomnik ku czci robotników kijowskiego „Arsenału”, którzy brali udział w zbrojnym powstaniu w październiku 1917 i styczniu 1918 roku przeciwko Centralnej Radzie Ukrainy i Ukraińskiej Republice Ludowej podczas sowiecko-rosyjskiej ofensywy na Kijów.

## Historia pomnika

### 1923
Odsłonięto go w kwietniu 1923 r. w postaci armaty górskiej osadzonej na postumencie z czerwonego granitu, który pozostał po rozebranym w 1918 r. pomniku Iskry i Koczubeja.
Na tablicy znajdowały się słowa w języku rosyjskim:
Proletariusze wszystkich krajów – łączcie się.
W 5. rocznicę Rewolucji Październikowej Plenum Rady Miejskiej świętuje szczególne zasługi przed rewolucją proletariacką Arsenału Kijowskiego pierwszego zakładu, który wyszedł z bronią w Kijowie w październiku 1917 r. za władzę Sowietów.
Miejska Rada Delegatów Robotniczych i Armii Czerwonej

### 2019
17 czerwca członkowie ruchu nacjonalistycznego „Godność Narodu” zmienili tablicę na pomniku robotników zakładów Arsenał na Placu Arsenał. Pomnik przemianowano na „pomnik obrońców ukraińskiej państwowości”. 18 czerwca 2019 pomnik został zdekomunizowany. Tablica została zmieniona i zamontowano nowy napis w języku ukraińskim:
22 stycznia (4 lutego) 1918 r. podstępny bunt moskiewskich bolszewików w fabryce „Arsenał” przeciwko państwu ukraińskiemu został stłumiony przez wojsko ukraińskie pod dowództwem Symona Petlury i Jewhena Konowalca.
CHWAŁA BOHATEROM!
Sprawa uzyskania państwowości ukraińskiej jest sprawą narodu ukraińskiego, a nie jakiejkolwiek klasy czy partii

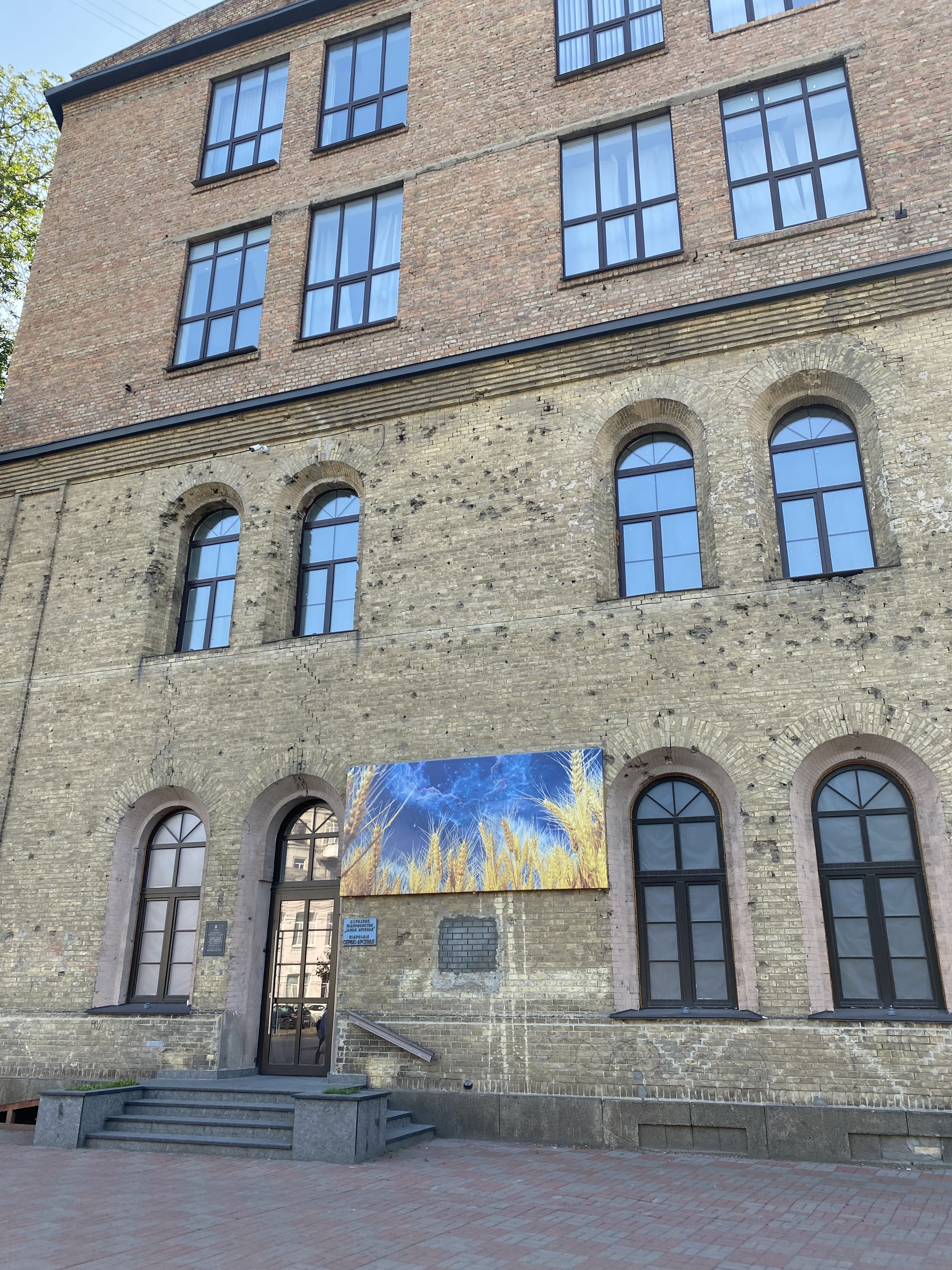
Jeden z oddziałów kijowskiego zakładu „Arsenał”

Symon Petlura
Od wdzięcznego ukraińskiego wojska

## Konstrukcja i lokalizacja pomnika
Na cokole jest ustawiona armata górska modelu systemu Danglisa-Schneidera z 1909 roku, z której strzelcy strzelali do oddziałów kontrrewolucyjnej Centralnej Rady. W czasie II wojny światowej armata została zrzucona z cokołu przez hitlerowskich najeźdźców. Po wojnie pomnik odrestaurowano. Lufa armaty jest zwrócona w stronę kijowskiego zakładu Arsenału. Pomnik znajduje się w Kijowie na Placu Arsenalnym w pobliżu stacji metra Arsenalna, naprzeciwko jednego z oddziałów fabryki Arsenał.